# Borys-Hrintschenko-Universität Kiew

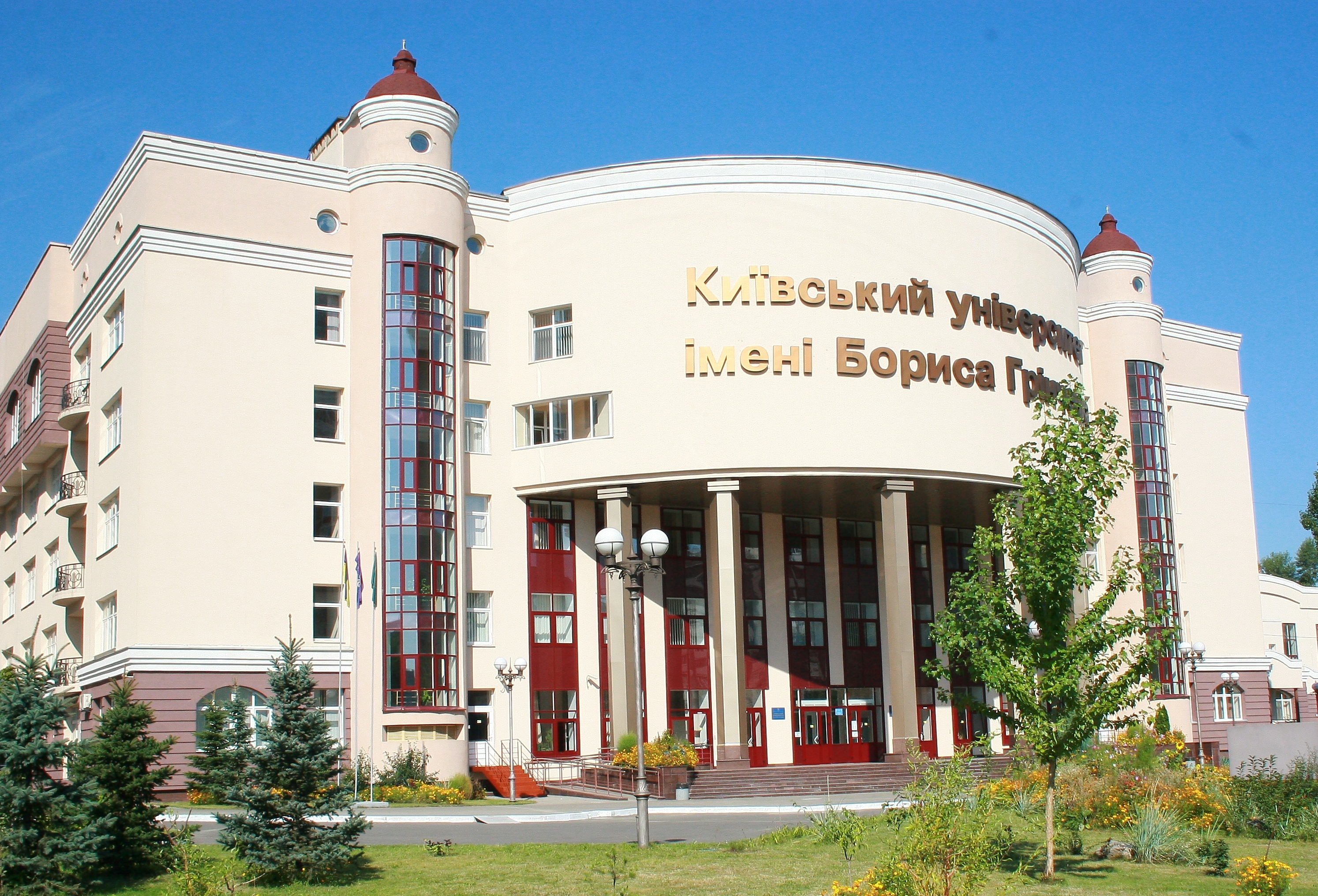
Universitätsgebäude

Die Borys-Hrintschenko-Universität Kiew (ukrainisch Київський університет імені Бориса Грінченка, englisch Borys Hrinchenko Kyiv University) ist eine im Jahre 1903 gegründete Universität in Kiew. Sie wurde nach dem ukrainischen Schriftsteller, Lehrer, Sprachwissenschaftler, Ethnographen und Politiker Borys Hrintschenko benannt.
2009 erhielt die Hochschule den Universitätsstatus und ihren heutigen Namen.
Die Universität besteht aus zehn Einrichtungen, an denen insgesamt 8.783 Studenten studieren und 743 Dozenten tätig sind. Von diesen tragen 150 den Professoren- oder Doktortitel (Stand: 2019).
Die Universität besitzt sechs Institute und vier Fakultäten:
- Institut für Philologie
- Institut für Journalismus
- Institut für Humanwissenschaften
- Institut für Kunst
- Pädagogisches Institut
- Institut für Fortbildung
- Fakultät für Rechtswissenschaften und Internationale Beziehungen
- Fakultät für Gesundheits- und Sportwissenschaften
- Fakultät für Geschichte und Philosophie
- Fakultät für Informationstechnologie und Management